# Universitas Lambung Mangkurat
Universitas Lambung Mangkurat är ett universitet i Indonesien. Det ligger i provinsen Kalimantan Selatan, i den västra delen av landet, 900 km öster om huvudstaden Jakarta. 